# 小宮有紗
小宮 有紗（こみや ありさ、1994年2月5日 - ）は、日本の女優、声優、アニソンDJ、ファッションモデル。Aqoursのメンバー、bisのレギュラーモデル。愛称は主にありしゃ、ありちゃん。ボックスコーポレーション所属。
栃木県下野市出身。

## 略歴
下野市立緑小学校、下野市立南河内第二中学校卒業。小学生のころからクラシック・バレエを習う。中学2年生の末期、渋谷を歩いていた際にボックスコーポレーションのスタッフからスカウトされ、2010年に女優デビューを果たす。
2012年、スーパー戦隊シリーズ第36作『特命戦隊ゴーバスターズ』の宇佐見ヨーコ / イエローバスター役でテレビドラマ初出演。
2015年、『ラブライブ!』の続編『ラブライブ!サンシャイン!!』における黒澤ダイヤ役にて声優デビュー。同時に、Aqoursとしての活動を開始。
デビュー以来、Twitter・Facebookは利用していない旨を公表していたが、2016年6月26日より自身のTwitter公式アカウントを開設。のちに公式Instagramも開設された。
2017年、第11回声優アワードにてAqoursとして歌唱賞を受賞。
2019年4月11日、即時型アレルギー疑いによる急性蕁麻疹のため、芸能活動の一時休業を発表。これに伴い同月に予定されていたAqoursのアジアツアー4公演の出演を見合わせた。同月25日より活動の一部を再開。
2019年8月、エイベックスによるアニメソング普及プロジェクト「OMOTENASHI BEATS」へ「DJ小宮有紗」としての参画が発表された。10月、『Anime Rave Festival』に出演。12月、シンガポールで行われた『アニメ・フェスティバル・アジア シンガポール 2019』に出演。2020年1月、同年3月開催の『Re:animation 14』への出演が発表されたが、新型コロナウイルス感染拡大の影響により、開催延期となった。6月以降は『ASOBINOTES ONLINE FES』『OMOTENASHI MATSURI』などのオンラインイベントに出演している。
2020年、『13月の女の子』の穴森一穂役で映画初主演。

## 人物
- テレビドラマ・特撮を中心に、女優として芸能界におけるキャリアを重ねてきた。2015年放送『ラブライブ!サンシャイン!!』の黒澤ダイヤ役で声優に、そしてAqoursとしてライブパフォーマンスに挑戦したが、「『ゴーバスターズ』（2012年 - 2013年）で声優と一緒に携わることがきっかけで刺激を受けて興味が湧いたから」「一つのことに縛られずに、いろいろなお芝居をしてみたいという想いがずっとあったから」だと述べている[28][29]。また、女優活動を重ねる過程において「お芝居の中で、耳から入ってくる情報が多いことを知って、声ってすごく大事な要素なんだということがわかったから」[28]とも語った。また直前の2014年、舞台『ファンシースターオンライン2-ON STAGE-』にて、サンシャイン!!の前作にあたる『ラブライブ!』の主人公・高坂穂乃果役の新田恵海と共演している。その縁でラブライブ!を知り、ひいてはAqoursのメンバーに抜擢されたとして、2020年のラブライブ!フェスで新田と再共演した際に「感謝してもしきれない」と明かしている[30]。
- 声優への挑戦には不安を抱えていたが、親交のある声優から「声だけで作ろうとせず、普段のお芝居を声に集中する感じでやってみたら」とアドバイスを受けたという[29]。女優活動は「一人きりで、自分との戦いという面が強い」一方で、声優およびAqoursでの活動は「みんなで一緒にいい作品を作り上げていきたいという思いが強い」と、それぞれの活動の違いに言及している[28]。また、「小さいころに歌って踊る人をかわいいなと思って見てはいましたが、自分がその立場になるとは思っていなかった[31]」とあり、Aqoursの活動は「素敵な経験であり、純粋に楽しみにしている自分がいる」とのこと[31]。
- Aqoursのメンバーについて、「それぞれ自分の得意としていること、基礎にしているものが違う、それでいて目指すところがいつも同じだからこそ、互いに吸収できることがある、切磋琢磨できる、同じ方向を向いてお芝居や歌に打ち込むことができる」と述べている[31]。
- 自身の目標として、「女優、声優を含めて、ずっとお芝居にかかわり続けること。やっぱり自分は、お芝居が大好きだから。」と述べている[3]。
- 座右の銘は「とにかくやってみる!」。理由として、「直観も大切かなと思っていますし、挑戦せずに後悔するのはとても嫌だから。」とのこと[29]。
- 自身の特徴を「何かをやりたい!と思ったときのエネルギーは、たぶんものすごいんだと思います」と分析している。また、「自由気まま」であると自認し、子ども時代は人を引っ張ることに縁がなかった、だから（生徒会長役である）黒澤ダイヤは自分と真逆な面があると感じたという[28]。Aqoursメンバーである諏訪ななかは、「女優としての経験が豊富な分、言葉に気迫がある」[31]と小宮を評している。
- 「寝ること」を大切にしている。休日は1日10時間ほど睡眠をとるという[29]。趣味は歴史、特に幕末時代に関心を寄せている[1]。その中でも漫画をきっかけに土方歳三を尊敬しているという。特技はクラシック・バレエを含めたダンス全般、イラストを描くこと[1][7]。
- 弟がいる[32]。
- GT-Rを愛車とした父親の影響から、「頭文字D」で自動車を学んだという。自身もGT-R（特にベイサイドブルーのR34GT-R）を好む[33]。

## 出演

### 女優業

#### 映画
- Girls,be smiley.（2010年12月4日、東京国際フォーラムホールD1にて上映） - 主演[34][注 1]
- 高校デビュー（2011年4月1日、アスミック・エース）
- ゴメンナサイ（2011年10月29日、Thanks Lab.） - 藤田洋子 役
- スーパー戦隊シリーズ（東映） - 宇佐見ヨーコ / イエローバスター 役
  - 海賊戦隊ゴーカイジャーVS宇宙刑事ギャバン THE MOVIE（2012年1月21日） - 声のみ出演
  - 仮面ライダー×スーパー戦隊 スーパーヒーロー大戦（2012年4月21日）
  - 特命戦隊ゴーバスターズ THE MOVIE 東京エネタワーを守れ!（2012年8月4日）
  - 特命戦隊ゴーバスターズVS海賊戦隊ゴーカイジャー THE MOVIE（2013年1月19日）
  - 仮面ライダー×スーパー戦隊×宇宙刑事 スーパーヒーロー大戦Z（2013年4月27日）
  - 獣電戦隊キョウリュウジャーVSゴーバスターズ 恐竜大決戦! さらば永遠の友よ（2014年1月18日）
- 白魔女学園（2013年9月21日、東映） - 三雲杏 役[35]
- 俺たち賞金稼ぎ団（2014年5月10日、東映） - 後場妙子 役
- イン・ザ・ヒーロー（2014年9月6日、東映） - 桜場祥子 役
- カバディーン!〜花吹雪高校篇〜（2014年10月4日、ユナイテッドエンタテインメント） - ヒロイン・武藤ひなた 役
- 劇場版 ウルトラマンギンガS 決戦!ウルトラ10勇士!!（2015年3月14日、松竹メディア事業部） - アレーナ 役
- KIRI-「職業・殺し屋。」-外伝（2015年6月20日、東映ビデオ / エクセレントフィルムズ） - メグミ 役
- 植物図鑑 運命の恋、ひろいました（2016年6月4日、松竹）[36]
- MARS〜ただ、君を愛してる（2016年6月18日、ショウゲート）[36]
- 夢二〜愛のとばしり（2016年7月30日、ベストブレーン） - 彦乃 役[37]
- ハイヒール革命!（2016年9月17日、新日本映画社） - 佐々木詩織 役[36]
- 新宿スワンII（2017年1月21日、ソニー・ピクチャーズ エンタテインメント）
- 放課後戦記（2018年4月7日、アイエス・フィールド） - 配諏野支檻 役
- ラブ×ドック（2018年5月11日、アスミック・エース） - 重川美緒 役
- 50回目のファーストキス（2018年6月1日、ソニー・ピクチャーズ エンタテインメント）[38]
- ダブルドライブ 〜狼の掟〜（2018年8月25日、AMGエンタテインメント） - ヒロイン・中村かえで 役[39]
- アウト＆アウト（2018年11月16日、ショウゲート） - 北川理恵 役[40]
- お前ら全員めんどくさい!（2019年2月23日、日本出版販売） - ヒロイン・一宮数美 役[41][42]
- 映画 としまえん（2019年5月10日、東映ビデオ） - 小林由香 役[43][44]
- 13月の女の子（2020年8月15日、チーズfilm） - 主演・穴森一穂 役[27][45]
- 漆黒天 -終の語り-（2022年6月24日、東映ビデオ） - ヒロイン・喜多 役[46]

#### テレビドラマ
- 特命戦隊ゴーバスターズ（2012年2月26日 - 2013年2月10日、テレビ朝日） - 宇佐見ヨーコ / イエローバスター、アンジー・スー[注 2] 役
- 水木しげるのゲゲゲの怪談 「砂かけばばあ」（2013年8月31日、フジテレビ） - 若杉慶子 役
- 天国の恋 第2話 - 第10話・第16話（2013年10月29日 - 11月8日・18日、東海テレビ・フジテレビ系） - 長沢斎（女学生時代） 役
- 孤独のグルメ Season4 第4話（2014年7月30日、テレビ東京） - 篠 役
- 警視庁捜査一課9係 season9 第5話（2014年8月6日、テレビ朝日） - 山村メグ 役
- 水曜ミステリー9 ソタイ 組織犯罪対策課（2014年11月12日、テレビ東京） - 花琳 役
- 警部補・杉山真太郎〜吉祥寺署事件ファイル 第8話（2015年3月2日、TBS） - 亜矢 役
- 京都人情捜査ファイル Last File（2015年6月4日、テレビ朝日） - 中山智美 役
- 東京撫子 Episode17（2015年7月26日、テレビ東京） - マオ 役
- 松本清張ミステリー時代劇 第9話「虎」（2015年8月4日、BSジャパン） - お澄 役
- 仮カレ（2015年11月3日 - 12月22日、NHK BSプレミアム） - 飯田ゆり 役
- 新・牡丹と薔薇 第2話・第3話（2015年12月1日・2日、東海テレビ・フジテレビ系） - 袴田さやか 役
- ヒガンバナ〜警視庁捜査七課〜 第5話（2016年2月10日、日本テレビ） - 岩井奈央 役
- 仮面ライダーシリーズ（テレビ朝日）
  - 仮面ライダーゴースト 第29話・第30話、第46話（2016年5月1日・8日、8月28日） - 白井ユキ / ハリー・フーディーニ 役
  - 仮面ライダーゼロワン 第21話 - 第24話（2020年2月2日 - 23日） - 海老井千春 役[47]
- ゆるい 第10話（2016年9月10日、TOKYO MX / 9月13日、サンテレビ） - 佐竹瞳 役
- モブサイコ100 第3話（2018年2月2日、テレビ東京）[48]
- BACK STREET GIRLS ゴクドルズ 第5話・最終話（2019年3月18日・25日、MBS / 3月20日・27日、TBS系） - 中村結衣 役[49]
- サ道 第8話（2019年9月7日、テレビ東京） - ミズキ 役[50]
- べしゃり暮らし 最終話（2019年9月14日、テレビ朝日） - 岡本美里 役[51]
- ブスの瞳に恋してる2019（2020年1月14日 - 3月3日、フジテレビ） - アリス 役[52][53]
- マイラブ・マイベイカー 第3話 - 第9話・第11話（2020年7月28日 - 9月8日・22日、メ〜テレ・テレビ神奈川 / 7月31日 - 9月11日・25日、カンテレ） - 立花彩乃 役
- 警視庁・捜査一課長2020 最終話（2020年9月3日、テレビ朝日） - 塩野香織 役
- 東京放置食堂 第5話（2021年10月14日、テレビ東京） - 久田晶 役[54]
- 名探偵ステイホームズ（2022年4月3日・10日、日本テレビ） - 観音寺かの子 役[55]
- 遺留捜査 第7シリーズ 第5話（2022年8月11日、テレビ朝日） - 若尾恵美香 役[56]
- 大奥 Season2「医療編」 第14話（2023年10月24日、NHK総合） - 敬之介の乳母 役

#### テレビ番組
- NHK高校講座 ベーシック数学（2015年 - 、NHK Eテレ）
- Eテレ・ジャッジ 禅ガール（2015年、NHK Eテレ）
- ココロ部!（2015年、NHK Eテレ）

#### バラエティ
- BOX TV #10 - （2013年1月17日 - 6月17日、アイドル専門チャンネルPigoo） - メインMC[注 3]
- 痛快TV スカッとジャパン（2015年 - 、フジテレビ） - カズピコの彼女 役
- 今夜はナゾトレ（2017年 - 2018年、フジテレビ）「一瞬ミステリー劇場 瞬間探偵！平目木駿」 - 若良奈衣子 役

#### ドキュメンタリー
- NHKスペシャル シリーズ 廃炉への道 第1回 放射能"封じ込め"果てしなき闘い（2014年4月20日、NHK総合）[57]

#### オリジナルビデオ
- 特命戦隊ゴーバスターズVSビートバスターVS J（2012年9月1日、講談社） - 宇佐見ヨーコ 役
- 帰ってきた特命戦隊ゴーバスターズVS動物戦隊ゴーバスターズ（2013年6月21日、東映） - 宇佐見ヨーコ / イエローバスター / イエローラビット 役
- 報復〜かえし〜（2017年11月、オールインエンタテインメント）

#### ネットムービー
- ネット版 仮面ライダー×スーパー戦隊 スーパーヒーロー大変 〜犯人はダレだ?!〜（2012年、東映） - 宇佐見ヨーコ 役
- ネット版 仮面ライダー×スーパー戦隊×宇宙刑事 スーパーヒーロー大戦乙!〜Heroo!知恵袋〜あなたのお悩み解決します!（2013年、東映） - 電波人間タックル 役

#### 配信ドラマ
- 白魔女学園（2013年9月21日 - 全10話、テレ朝動画） - 三雲杏 役[35]
- 心霊写真部 リブート（2016年8月26日、ニコニコ生放送） - 一ノ谷玲花 役
- 東京ヴァンパイアホテル（2017年6月16日、Amazonプライム・ビデオ）
- 紺田照の合法レシピ episode8（2018年4月10日、Amazonプライム・ビデオ） - 鮎美 役
- ブスの瞳に恋してる2019（2019年9月17日 - 11月5日、FOD） - アリス 役[52]
- マイラブ・マイベイカー 第3話 - 第9話・第11話（2020年7月24日 - 9月4日・18日、ひかりTV / 8月18日 - 9月29日・10月13日、dTVチャンネル） - 立花彩乃 役
- 仮面ライダーマジェード withガールズリミックス（2025年5月11日、東映特撮ファンクラブ[58]） - 黒野すみれ 役

#### 舞台
- へなちょこヴィーナス（2010年9月4日・5日、ウッディシアター中目黒） - 額田幹 役
- GIRLS PRISON OPERA（2011年3月30日 - 4月3日、テアトルBONBON） - 小柴薫 役
- 問題のない私たち（2011年8月9日 - 14日、テアトルBONBON） - 新谷麻綺 役
- ROBOTICS;NOTES（2013年5月3日 - 12日、全労済ホールスペース・ゼロ） - 瀬乃宮あき穂 役[59]
- ファンシースターオンライン2-ON STAGE-（2014年12月4日 - 7日、青山劇場） - ありす☆ミ 役[60]
- 方南ぐみ企画公演 朗読劇「青空」（2018年8月14日、三越劇場） - 大和 役[61]
- リーディングシアター「ダークアリス」（2019年5月29日、サンシャイン劇場） - 水谷亜梨沙 役[62]
- 体育教師たちの憂鬱（2020年4月3日 - 19日、シアタートラム） - 主演 ※加藤玲奈（AKB48）とW主演[63][注 4]
- 方南ぐみ企画公演『平和と戦争 朗読三部作+α』朗読劇「青空」（2020年8月20日、三越劇場）[64][注 4]
- 演劇の毛利さん –The Entertainment Theater Vol.0 リーディングシアター「星の王子さま」（2021年1月10日、サンシャイン劇場）[65]
- 方南ぐみ企画公演 朗読劇「青空」（2021年6月17日・22日、俳優座劇場） - 大和 役（17日公演） / 麦 役（22日公演）[66]
- リーディング・コンサート「ベートーヴェンからの手紙」（2021年12月3日・4日、彩の国さいたま芸術劇場 音楽ホール） - ジュリエッタ・グイチャルディ 役[67]
- 朗読劇「青空」（2022年11月12日・13日、博品館劇場） - 大和 役[68]
- 朗読活劇 信長を殺した男 2023（2023年4月27日 - 30日、東京芸術劇場 シアターウエスト）- 煕子 / 玉（ガラシャ） 役（チーム桔梗）[69]
- 朗讀劇『極楽牢屋敷』（木下半太版四谷怪談）（2023年8月11日・17日、サンシャイン劇場）[70]
- ブラッククローバー the Stage（2023年9月14月 - 18日、シアター1010 / 9月22日 - 24日、KAAT神奈川芸術劇場） - ノエル・シルヴァ 役[71]
- 方南ぐみ企画公演 朗読劇「青空」（2025年2月4日、俳優座劇場）[72]
- 朗読劇「歌われなかった海賊へ」（2025年8月17日〈予定〉、シアター1010） - エルフリーデ・ローテンベルガー 役[73]
- 舞台「炎の風景」（2025年9月12日 - 21日〈予定〉、よみうり大手町ホール / 9月27日 - 28日〈予定〉、神戸朝日ホール）[74]

#### CM
- 学校法人立志舎 企業（2011年4月 - 2015年？月）
- B-R サーティワン アイスクリーム（2011年4月 - ）
- 広島建設 セナリオハウス（2013年4月 - ）
- 朝日新聞社 朝日・しんぶんギフト（2014年3月 - ）[注 5]
- NTT東日本 企業（2014年3月 - ）
- ユニバーサル・スタジオ・ジャパン「ユニバーサル・ワンダー・クリスマス2014 友達編」（2014年11月 - ）
- ソニー・コンピュータエンタテインメント『GRAVITY DAZE』（2015年12月 - ）
- 全国農業協同組合連合会栃木県本部「栃木県産とちおとめ」（2016年1月 - ）
- ジャパンネット銀行『ファミマTカード』「ふぁみでび！｜言い訳女子、小宮有紗！」（2017年2月 - 、Web）
- ウテナ マトメージュ（2018年4月 - 、Web）
- ジェイ・ワン・プランニング 企業（2018年6月 - ）
- ブシロード ラブライブ!スクールアイドルフェスティバル（2018年7月 - ）

#### 広告
- 日立ソリューションズ「秘文」
- 警視庁少年育成課「ヤング・テレホン・コーナー」

#### PV
- ファンキー加藤 「My VOICE」（2014年2月12日）
- 中山優馬「交差点」（2014年11月26日）
- 降幡愛「東から西へ」（2021年10月25日）

### 声優業

#### テレビアニメ
- ラブライブ!サンシャイン!!（2016年 - 2017年、黒澤ダイヤ[75][76][初出 1]） - 2シリーズ[一覧 1]
- 怪物事変（2021年、蚊賀エリカ[初出 2]）
- 怪人開発部の黒井津さん（2022年、峰円小春〈ドクター峰円〉[77][初出 2]）
- 幻日のヨハネ -SUNSHINE in the MIRROR-（2023年、ダイヤ[78][初出 1]）
- 戦隊レッド 異世界で冒険者になる（2025年、愛沢ツカサ / キズナピンク[79][初出 1]、喧嘩している女[初出 3]）

#### 劇場アニメ
- 牙狼〈GARO〉‐DIVINE FLAME‐（2016年、サラ）
- ラブライブ!サンシャイン!! The School Idol Movie Over the Rainbow（2019年、黒澤ダイヤ[80]）
- 夏へのトンネル、さよならの出口（2022年、川崎小春[81]）

#### OVA
- 宇宙戦艦ヤマト2202 第6章 回生篇（2018年、日下部うらら[82]）

#### Webアニメ
- 幻日のヨハネ -SUNSHINE in the MIRROR- 光景記（2023年、ダイヤ[78]）

#### ゲーム
2010年代
- 特命戦隊ゴーバスターズ（2012年、宇佐見ヨーコ / イエローバスター）
- ラブライブ! スクールアイドルフェスティバル（2016年 - 2023年、黒澤ダイヤ）
- ぷちぐるラブライブ!（2018年、黒澤ダイヤ）
- グランブルーファンタジー（2018年、黒澤ダイヤ）
- Shadowverse（2019年、黒澤ダイヤ）
- ゲシュタルト・オーディン（2018年、凪沙リン）
- ラブライブ! スクールアイドルフェスティバル ALL STARS（2019年 - 2023年、黒澤ダイヤ）

2020年代
- 少女☆歌劇 レヴュースタァライト -Re LIVE-（2020年、黒澤ダイヤ）
- D4DJ Groovy Mix（2021年 - 2024年、嘉瀬茉奈）
- ラブライブ!スクールアイドルフェスティバル 〜after school ACTIVITY〜 わいわい!Home Meeting!!（2021年、黒澤ダイヤ）

2023年
- ラブライブ! スクールアイドルフェスティバル2 MIRACLE LIVE!（2023年 - 2024年、黒澤ダイヤ）
- 幻日のヨハネ -BLAZE in the DEEPBLUE-（ダイヤ）

2024年
- 幻日のヨハネ NUMAZU in the MIRAGE（ダイヤ）

#### デジタルコミック
- 電音部 コミックムービー（2020年、白金煌）

#### 吹き替え
- FAMOUS IN LOVE（2018年、ペイジ・タウンゼン〈ベラ・ソーン〉[93]）

#### テレビドラマ（声優）
- 宇宙戦隊キュウレンジャー（2017年、アキャンバーの声[94]）
- ゆうべはお楽しみでしたね（2019年、マリオの声[95]）

#### 配信ドラマ（声優）
- キワドくなりたい男（2020年、パプリカちゃんの声[96]）

#### ナレーション
- ウマカケル（2017年11月5日 - 12月24日、テレビ朝日）[97]
- 降幡愛のA面／B面（2021年6月24日 - 、エンタメ〜テレ）[98]

#### CM
- イオン東北『東北うまいもの市』（2021年、にぎわんこの声）[99]

#### その他コンテンツ
- キャラクタープロジェクト『電音部』（2020年、白金煌[100]）

## 書籍

### 写真集
- 夏日記(東映ビデオ公式写真集)（2012年9月15日、ムービック、撮影：Takashi Inoue）ISBN 978-4-89601-858-5
- 有紗（2013年11月25日、ワニブックス、撮影：熊谷貫）ISBN 978-4-8470-4599-8
- ＜週プレ PHOTO BOOK＞ 小宮有紗「女優と声優の間で。」（2017年4月、集英社、撮影：熊谷貫）
- Majestic（2018年2月1日、集英社、撮影：熊谷貫）ISBN 978-4-08-780832-2

### フォトスタイルブック
- io（2020年8月5日、光文社）ISBN 978-4-334-90258-2[101]
  - 「通常版」「アニメイト版」「Loppi・HMV版」「ゲーマーズ版」の4パターンの表紙で発売。

### 雑誌
- ヤングアニマル（2016年 - 、白泉社） - 表紙巻頭
- FLASH（2016年、光文社）
- ミラクルジャンプ（2017年、集英社） - 裏表紙巻末
- 週刊ヤングジャンプ（2017年 - 、集英社） - 巻末
- 週刊プレイボーイ（2017年 - 、集英社）
- 週刊SPA!（2016年・2017年、扶桑社）
- サッカーゲームキング（2017年、フロムワン） - 表紙
- bis（2019年、光文社-）レギュラーモデル

## ディスコグラフィ

### DJCD
- SUPER OMOTENASHI BEATS vol.1 × DJ 小宮有紗（2019年10月2日、avex trax）

#### キャラクターソング
| 発売日         | 商品名                                             | 歌                                                         | 楽曲                                                                                            | 備考                                         |
| -------------- | -------------------------------------------------- | ---------------------------------------------------------- | ----------------------------------------------------------------------------------------------- | -------------------------------------------- |
| 2012年6月27日  | ミニアルバム 特命戦隊ゴーバスターズ2（イエロー盤） | 宇佐見ヨーコ（小宮有紗）、ウサダ・レタス （鈴木達央）      | 「心配 ハニー♡バニー」                                                                          | テレビドラマ『特命戦隊ゴーバスターズ』関連曲 |
| 2020年12月23日 | New Palace                                         | 白金煌（小宮有紗）                                         | 「MUSIC IS MAGIC」                                                                              | 『電音部』関連曲                             |
| 2020年12月23日 | New Palace                                         | 黒鉄たま（秋奈）、白金煌（小宮有紗）、灰島銀華（澁谷梓希） | 「Where Is The Love（feat. Shogo & 早川博隆）」                                                 | 『電音部』関連曲                             |
| 2022年5月8日   | IAM（feat. Shogo, Tsubasa）                        | 黒鉄たま（秋奈）、白金煌（小宮有紗）、灰島銀華（澁谷梓希） | 「IAM（feat. Shogo, Tsubasa）」                                                                 | 『電音部』関連曲                             |
| 2022年5月15日  | 麻布アウトバーン（Prod. ケンモチヒデフミ）         | 黒鉄たま（秋奈）、白金煌（小宮有紗）、灰島銀華（澁谷梓希） | 「麻布アウトバーン（Prod. ケンモチヒデフミ）」                                                  | 『電音部』関連曲                             |
| 2022年6月29日  | 電音部 ベストアルバム -シーズン.1-The Lights       | 外神田文芸高校、神宮前参道學園、港白金女学院、帝音国際学院 | 「You Are The Light」                                                                           | 『電音部』関連曲                             |
| 2022年6月29日  | 電音部 ベストアルバム -シーズン.1-The Lights       | 白金煌（小宮有紗）                                         | 「No More（feat. Rheason Love & Tomoyuki Hirakawa）」 「Platinum White（Prod. Hiroshi Okubo）」 | 『電音部』関連曲                             |
| 2022年6月29日  | 電音部 ベストアルバム -シーズン.1-The Lights       | 黒鉄たま（秋奈）、白金煌（小宮有紗）、灰島銀華（澁谷梓希） | 「twilight（Prod. Tomggg）」 「Love me harder（feat. Shogo & 早川博隆）」                       | 『電音部』関連曲                             |
| 2022年6月29日  | 電音部 ベストアルバム -シーズン.1-The Lights       | 白金煌（小宮有紗）、灰島銀華（澁谷梓希）                   | 「Misty Love（Prod. ハレトキドキ）」                                                            | 『電音部』関連曲                             |
| 2022年8月10日  | Do the Dive Blu-ray付生産限定盤                    | Call of Artemis                                            | 「Do the Dive」 「#ALL FRIENDS」 「survival dAnce ～no no cry more～」                          | 『D4DJ』関連曲                               |
| 2022年8月10日  | Do the Dive ヴァンガード盤                         | Scarlet Canary                                             | 「survival dAnce ～no no cry more～ (Scarlet Canary ver.)」                                     | 『D4DJ』関連曲                               |
| 2023年1月25日  | Call of Artemis                                    | Call of Artemis                                            | 「I don't wanna lose!」                                                                         | 『D4DJ』関連曲                               |
| 2023年1月25日  | Call of Artemis                                    | Scarlet Canary                                             | 「#ALL FRIENDS (Scarlet Canary ver.)」 「I don't wanna lose! (Scarlet Canary ver.)」            | 『D4DJ』関連曲                               |

### DVD
- ナツユメ（2012年10月21日、東映ビデオ）